# 音便
音便（日语：／ onbin */?）是指日語歷史上，為了發音方便而產生的在詞中、詞末出現的連音變化。其包含了日本語國語史、音位學、和構詞學中多種多樣的現象。
本條目採用以下的標記方式：
- 在用例中，發生了音便的音使用粗體表示。之後的音發生了濁音化的情況下也使用粗體。
- 現代不再使用的歷史上的例子使用 † 、標準語中不使用而來自方言的例子使用 ‡ 標記。
- 對於動詞等的活用種類，有必要時，採用「標準現代語法中的活用種類名（古典文法中的活用種類名）」的形式表現。
- 包含音標文字的時候，歷史上唇音的ハ行音 ɸ 用h標記。

## 概要
音便，是詞中1個音（1個音節）變成了別的音的現象。
變化後的音是「ウ」（u）「イ」（i）「ン」（撥音）「ッ」（促音）的時候分別成為ウ音便、イ音便、撥音便、和促音便。音便不會出現在詞頭，而僅出現在詞中或者動詞和形容詞的活用詞尾。隨著音便化產生，音拍的長度時常會發生變化。
以下為各音便的性質。
- ウ音便和撥音便關係較近。也就是說，產生ウ音便的環境也容易產生撥音便，反之亦然。同様地，イ音便和促音便關係也較近。
- 產生ウ音便、撥音便的多為イ段（元音是i，下同）、ウ段（u）的音。濁音型的多為「ミ」(mi) 「ビ」(bi) 「ム」(mu)等。ア段 (a)、エ段 (e)、オ段 (o)的例子也有少數，但多為特例。
- イ音便和促音便僅限於イ段音產生。

### 「濁音型」的音便
鼻音（マ行音 (輔音為m的ma, mi, mu, me, mo，下同)、ナ行音 (na等)）或和鼻音較親近的音（バ行音 (ba等)、ガ行音 (ga等)）發生音便化的情況下，之後的音會伴隨發生強制的濁音化。
下文中這種類型的音便統稱為「濁音型」。

## 歷史
歷史上，各音便都有自平安時代初期開始音便化的例子。一種說法是，音便產生的背景中，大量流入的漢字音有著很大的影響。
所有的音便並非一齊同時出現，而是根據音便的形態和音型不同而在出現時期有分前後。但是在院政期時代，現在所知的多數音便已經出現了。
ウ音便、イ音便被廣泛使用，但撥音便、促音便基本是在漢文的訓讀或漢字詞中使用。另外，在和歌中幾乎不可見音便之例。

## 根據出現位置的分類

### 在活用詞尾出現的音便

#### て形音便
て形音便發生在動詞連用形後接等時。根據活用語尾的而發生撥音便、イ音便、促音便等不同的音便。
| 音便类型 | 發生於 | 动词（终止形） | 连用形接续「て」 | 音便结果 |
| -------- | ------ | -------------- | ---------------- | -------- |
| 促音便   | タ行   |                |                  |          |
| 促音便   | ラ行   |                |                  |          |
| 促音便   | ワア行 |                |                  |          |
| 促音便   |        |                |                  |          |
| 音便     | カ行   |                |                  |          |
| 音便     | ガ行   |                |                  |          |
| 拨音便   | ナ行   |                |                  |          |
| 拨音便   | バ行   |                |                  |          |
| 拨音便   | マ行   |                |                  |          |
| ウ音便   | 、、   | 、、           |                  | [ 註 9 ] |
| 不發生   | サ行   |                |                  |          |

#### 形容詞的連體形・終止形
形容詞的連體形的詞尾原本在文語時是「-き」(ki)「-しき」(shiki)，但是像一樣，產生了k 音的脱落然後發生イ音便化。另外，終止形原本是(shi)，但在此後由於口語文法語法的單純化，也變成了和連體形沒有區別的「-い」。

#### 形容詞的連用形
在形容詞的連用形中也有這樣 k 音脫落的例子，這也被稱為ウ音便。從平安時代中期開始在中央（京都）被大量使用，現在在西日本也被廣泛使用。
關東、東北的方言原本不使用這種用法，但在東京山手方言和標準語中，因為敬語體系受到近畿方言較強的影響，在這樣後面跟著的情況下也會有ウ音便。也有等等，以固定的形態進入標準語並被廣泛使用的詞。這些之外的標準語中沒有的ウ音便，多數日本人也透過日常生活或者電視而耳濡目染。

#### 形容詞的「〜かった」
形容詞的過去式、假定表現、列舉表現等等也來自促音便。詳細請參考促音便一節。

### 其他音便
不是活用詞尾，而在名詞、動詞、形容詞、副詞等的所謂詞幹中發生的音便也有很多。與活用詞尾的音便不同的是，這樣的音便後面必須要在後面有跟著其他的後續音，而不會出現在詞尾。

## 音形上的分類和用例

### ウ音便
變化成「ウ」音的音便被稱為ウ音便
ウ音便化的產生的雙元音經過之後的變化，多變成現代日本語的直音（一音拍）。

#### 濁音型的ウ音便
- [註 12]
- [註 13]

方言中，中國地方、四國、九州的一部份，或者是狂言的台詞中，在マ行・バ行的五段動詞（四段動詞）的テ・タ形中也有出現同樣的音便。

#### ハ行、カ行等的ウ音便
零散可見的後續音不發生濁音化的例子。
- [註 14]

方言中西日本的多數區域，有廣泛發生ワ行五段動詞（ハ行四段動詞）的テ・タ形，以及形容詞的連用形的ウ音便。
另外和上述的同樣現象也發生在標準語的ワ行五段動詞的很小一部分之中。ワ行五段動詞的テ・タ形在標準語中大半會發生促音便，但是其中的可以說基本不會發生促音便。
另外，像這樣的的變化通常不稱為ウ音便。這是因為這個現象可以用ハ行轉呼這種更簡單的原理來說明。

### 撥音便
變成「ン」音的音便稱為撥音便。撥音便不會發生在詞尾，之後必須跟著其他音。
另外，「ん」字的發明和普及是近世以後的事情，所以需注意在此之前的文獻中出現的撥音便會被寫作「む」(mu)甚至被無視。例如   等等。

#### 濁音型的撥音便
- [註 15]

テ・タ形中、マ行、バ行的五段動詞（四段動詞）和ナ行五段動詞（ナ行變格活用動詞）會產生撥音便。
另外古代還有這樣的ハ行四段動詞的撥音便。

#### 歷史上的ラ行的撥音便
歷史上ラ行變格活用動詞或者由變來的形容詞、形容動詞的カリ活用・ナリ活用之後跟隨著助動詞的情況下，也會發生撥音便。
- 等。

另外，也有這種「四段動詞＋ぬ nu」的ラ行的撥音便。

### イ音便
變成「イ」音的音便稱為イ音便。
標準語中產生於カ行、ガ行（也就是「キ」ki「ギ」gi）。ガ行的情況下會伴隨後續音的濁音化。
除了五段動詞（四段動詞）的テ・タ形，這種音便也出現於形容詞的連體形（古語的連體形變成了現代語的終止形）。
方言中，中部地方以西的各地也有這種、サ行五段動詞的イ音便化的情況。另外在西日本各地，也有（=不要）這種，作否定用的助動詞「ず」的連用形發生撥音便，再進一步發生イ音便化的情況。

### 促音便
イ段的音變成「ッ」音（促音）的音便稱為促音便。
促音便是產生於カ行、タ行、ラ行、ハ行音（也就是「キ」ki 「チ」chi 「リ」ri 和 「ヒ」（現代的「イ」i））的現象，另外性質上它不能出現在詞尾，後面必須跟隨カ行、サ行、タ行、ハ行的其中一個音。
促音便可見於タ行、ラ行、ハ行的五段動詞（四段動詞、ラ行變格動詞）的テ・タ形。
另外，カ行の五段動詞（四段動詞）的テ・タ形通常都發生イ音便化，但也有「行く」這一個發生促音便的例外。
與ラ行變格動詞的例子(atte) (atta)相類似地，形容詞的過去式如(taka-katta)的形式，其實是在來自「り」(ari)的「カリ活用」之上，再發生te-ari變成tari然後發生促音便化，在此後終止形和連體形合二為一，也就是終止形發生(taka-kattari)→(taka-kattaru)的變化，再進一步把詞尾的「る」(ru)脫落。也就是說，發生了這樣的變化。
另外，(shizuka-datta)這樣的形容動詞的過去式也是類似的例子。但是這種詞隨著時代發生了更進一步的或者這樣的再構成。也就是說，發生了（古語）這樣的變化。
其他的典型例子還有動詞＋動詞的合成詞。這種類型的音便中可以看到「シ」發生促音便化的例子。多為中世以後出現。